# Аутаркија
Аутаркија (стгрч. αὐτάρκεια) или самодовољност је друштвена појава која се манифестује у виду индивидуалног или колективног затварања у оквире сопственог (личног или групног) социјалног миљеа, уз пренаглашено или искључиво ослањање на властите развојне потенцијале у разним областима друштвеног живота, од културе, преко политике, до економије.
Привредна аутаркија је економски модел или стање у коме држава уводи рестриктивне мере у области спољнотрговинске размене ради заштите домаће привреде и елиминације разних економских утицаја који проистичу из спољнотрговинске размене. Државна оријентација према економској аутаркији назива се привредни протекционизам.
Појам аутаркија (са словом: к) не би требало мешати са појмом аутархија (са словом: х), пошто тај појам има другачије значење, а уз то у етимолошком смислу потиче од потпуно различитог грчког корена. Због сличности у писању и звучности, мешање поменутих појмова било је често у старијој литератури и публицистици, првенствено због утицаја некадашње хрватске језичке норме, која је дуго форсирала претварање гласа Х у глас К (на пример, појам анархија је на хрватском гласио: anarkija), па су тако и два сасвим различита појма (аутаркија, аутархија) добила истоветан хрватски облик: autarkija, што се потом одразило и на заједничку (српскохрватску) терминологију. Стога су у новијим српским речницима значења поменутих појмова јасније разграничена.